# Chilgolkerk

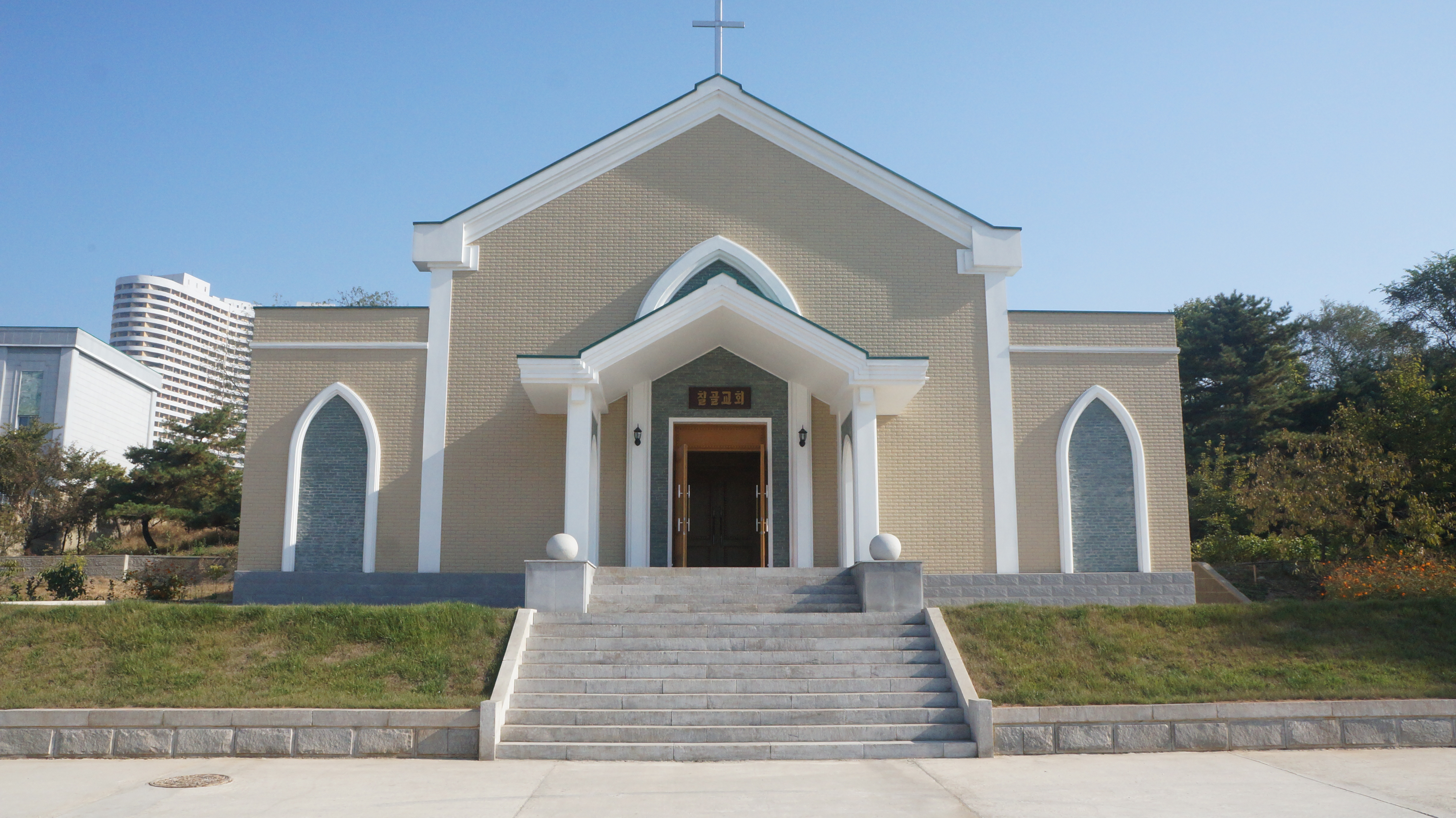
Chilgolkerk

De Chilgolkerk (Koreaans: 칠골교회, Ch'ilgol kyohoe) is een van de vier officiële kerkgebouwen in de Noord-Koreaanse hoofdstad Pyongyang. De Chilgolkerk is tevens een van de twee protestantse kerken in de stad (de andere is de Pongsukerk, die veel groter is). De kerk staat in de wijk Mangjong-dae.
Vóór 1946 stond Pyongyang bekend als het "Koreaanse Jeruzalem" vanwege het grote aantal christelijke gelovigen. Een zesde van de totale bevolking van de stad was christen. Het stalinistische beleid van de communistische overheid maakte echter een einde aan de godsdienstvrijheid. Tijdens de Koreaanse Oorlog gingen veel kerken verloren, die nadien niet meer werden opgebouwd.
Op de plek waar nu de nieuwe Chilgolkerk stond, stond in het verleden de oude Chilgolkerk, waar de moeder van dictator Kim Il Sung, diakones was geweest.
De Chilgolkerk werd in 1992 gebouwd in opdracht van de communistische regering. Wekelijks komen er ca. 100 gelovigen samen tijdens de kerkdienst. Ook tijdens de christelijke hoogfeesten, Kerstmis, Pasen en Pinksteren, vinden er diensten plaats.
Tijdens de kerkdiensten wordt gebruikgemaakt van de in de jaren 1980 verschenen Bijbelvertaling (herzien in 1990) en een liedboek dat 400 pagina's telt.
De kerk wordt bestuurd door het staatsorgaan, de Koreaanse Christelijke Federatie (KCF).

## Exterieur en interieur
De eenvoudige kerk (veel eenvoudiger van architectuur dan de Pongsukerk) bestaat uit gekleurde bakstenen. In de kerk hangen opvallende kristallen kroonluchters en op vloer ligt een donker tapijt. Op achterwand hangt een houten kruis.